# Doug Sneyd
Doug Sneyd   (14 de desembre de 1931 - Orillia, 21 de gener de 2025) va ser un dibuixant canadenc, conegut pel seu treball per a diaris i revistes, entre ells Playboy.

## Biografia
Sneyd va néixer a Guelph, un de set germans. Va fer el curs per correspondència de dibuix d'Artistes famosos. Després de graduar-se, va treballar com a artista comercial i retratista a Mont-real i Toronto i va col·laborar com a artista independent per a revistes i llibres de text, i després per a diaris com The Toronto Star.
El 1963 va anar a Chicago per mostrar la seva cartera als editors de Playboy; amb l'esperança de fer-los il·lustracions, li varen demanar que fes dibuixos d'humor. Sneyd al principi s'hi va oposar, però en saber que els dibuixants estaven molt ben pagats, va acceptar. Per a la revista va dibuixar més de 450 dibuixos, fins al 2016.
També va dibuixar, dibuixos de premsa sindicats i la tira còmica SCOOPS per a diaris del Canadà i els EUA, i va il·lustrar llibres infantils. El 1969 es va traslladar amb la seva família a Orillia. Va ser membre fundador de la Societat Canadenca d'Il·lustradors de Llibres i membre de la National Cartoonists Society i de l'Association of American Editorial Cartoonists. El 1993 va escriure, produir i dirigir Black Eyed Susan, un curtmetratge educatiu sobre la violència domèstica per al govern d'Ontario.
Sneyd va morir al Soldiers' Memorial Hospital d'Orillia, el 21 de gener de 2025, a l'edat de 93 anys.

## Obres
- L'art de Doug Sneyd, 2016, Dark Horse Books.
- Secret Sneyd: Els dibuixos animats inèdits de Doug Sneyd, 2017, llibres de Dark Horse.